# Vanesa
Vanesa je ženské křestní jméno irského původu. Vytvořil ho irský spisovatel Jonathan Swift pro Esther Vanhomrigh, se kterou se Swift seznámil v roce 1708. Jméno vzniklo spojením Van z příjmení Vanhomrigh a Essa, což je zdrobnělina jména Esther. Poprvé se jméno objevilo v roce 1726 v názvu básně Cadenus and Vanessa, která připomíná vzájemný vztah Swifta a Esther Vanhomrighové (Cadenus je přesmyčka latinského slova decanus, tedy děkan). Podle českého kalendáře má svátek 24. května.
Jméno Vanessa také latinsky označuje rod motýlů babočka.
Přezdívky pro jméno Vanesa:
Vanes, Vanča, Vaneska, Vany, Vanda, Vanýsek,Vanďa, Vaník 
[zdroj⁠?!]

## Vanesa v jiných jazycích
- Slovensky: Vanesa
- Německy, anglicky, slovinsky, italsky, nizozemsky: Vanessa
- Polsky: Wanesa nebo Wanessa
- Maďarsky: Vanessza

## Známé nositelky jména
- Vanessa Bell – anglická malířka
- Vanessa Ferlito – americká herečka
- Vanessa Mae – britsko singapurská houslistka
- Vanessa Paradis – francouzská zpěvačka a herečka
- Vanessa Redgrave – anglická herečka
- Vanessa Springora – francouzská editorka, spisovatelka a režisérka